# Брајићи (Фоча-Устиколина)
Брајићи је насељено мјесто у општини Фоча, Федерација Босне и Херцеговине, Босна и Херцеговина.

## Становништво
|             | 2013.       | 1991.        | 1981.        | 1971.        |
| Укупно      | 13 (100,0%) | 122 (100,0%) | 175 (100,0%) | 240 (100,0%) |
| Срби        | 13 (100,0%) | 99 (81,15%)  | 149 (85,14%) | 210 (87,50%) |
| Бошњаци     | –           | 23 (18,85%)1 | 25 (14,29%)1 | 30 (12,50%)1 |
| Југословени | –           | –            | 1 (0,571%)   | –            |

1. 1 На пописима од 1971. до 1991. Бошњаци су пописивани углавном као Муслимани.